# تين بابوياني
تين بابوياني (الاسم العلمي:Ficus papuana) هو نوع من النباتات يتبع جنس التين من الفصيلة التوتية.